# Hendrik Bijleveld (1848-1918)
Hendrik Bijleveld (Utrecht, 1 februari 1848 - Haarlem, 17 maart 1918) was een Nederlandse onderwijzer en politicus voor de Anti-Revolutionaire Partij (ARP).

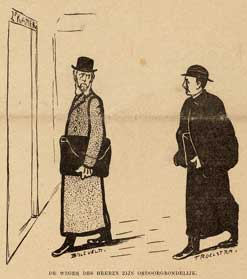
De wegen des heeren zijn ondoorgrondelijk (cartoon door Albert Hahn na de verkiezing van Bijleveld in Het Volk)

Bijleveld was een zoon van het hoofd van de Utrechtse diaconieschool Hermanus Johannes Bijleveld en Johanna Wouterina Serton. Net als zijn vader koos Bijleveld voor een carrière in het onderwijs. Hij was achtereenvolgens onderwijzer, hoofdonderwijzer, directeur van een kweekschool, onderwijsinspecteur en vervulde daarnaast bestuurlijke functies in het christelijk onderwijs. In 1902 werd hij gekozen tot lid van de Tweede Kamer. Door zijn verkiezing in het toenmalige districtenstelsel voor het district Amsterdam verhinderde hij dat de sociaaldemocraat Troelstra gekozen werd als Kamerlid. Na drie jaar Kamerlid te zijn geweest keerde hij weer terug naar het onderwijs. Bijleveld was Ridder en Officier in de Orde van Oranje-Nassau.
Bijleveld trouwde op 26 juni 1873 te Utrecht met Johanna Elisabeth Hillen. Uit dit huwelijk werden zeven kinderen geboren. Hun zoon Hendrik werd Tweede Kamerlid en minister van Marine.
- Biografisch Portaal: 60563667
- International Standard Name Identifier: 0000 0003 8812 6371
- Nederlandse Thesaurus van Auteursnamen: 174450869
- Parlement.com: vg09lkz17ay6
- Virtual International Authority File: 281221865